# John Hambrick
John James Hambrick (Conroe, Texas, 21 de junio de 1940 - Round Rock, Texas, 10 de septiembre de 2013) fue un periodista de difusión, reportero, actor, locutor de voz anunciante y productor de documentales para TV.

## Carrera
Hambrick comenzó su carrera en televisión en 1963, en una estación en Abilene, Texas. En 1967 estaba trabajando en WCPO-TV en Cincinnati, cuando fue reclutado por su estación hermana en Cleveland, WEWS, para convertirse en su principal presentador de noticias. Con bombos y platillos el 25 de diciembre de 1967, a los 27 años de edad, Hambrick hizo en Cleveland su debut en televisión en WEWS como fijo en los horarios de 07:00 y 23:00 de los noticieros, que incluían comentarios de Dorothy Fuldheim. Un anuncio promocional completo fue publicado tanto en el periódico The Plain Dealer, como en Cleveland Press.
Se anunció el 23 de julio de 2013, que Hambrick había sido diagnosticado con cáncer de pulmón terminal. Él murió en un hospital el 10 de septiembre de 2013. Tenía 73 años de edad.